# Genicanthus caudovittatus
Genicanthus caudovittatus là một loài cá biển thuộc chi Genicanthus trong họ Cá bướm gai. Loài này được mô tả lần đầu tiên vào năm 1860.

## Từ nguyên
Từ định danh của loài trong tiếng Latinh có nghĩa là "đuôi có sọc" (caudo: "đuôi" + vittatus: "có dải sọc"), hàm ý đề cập đến dải viền đen ở hai thùy đuôi trên và dưới của cá cái.

## Phạm vi phân bố và môi trường sống
G. caudovittatus có phạm vi phân bố rộng khắp Ấn Độ Dương. Từ Biển Đỏ và ngoài khơi Yemen, loài này được ghi nhận dọc theo đường bờ biển các nước Đông Phi, trải dài về phía nam đến Nam Phi, bao gồm Madagascar và các đảo quốc lân cận là Mauritius và Réunion, cũng như Maldives và Sri Lanka, xa hơn về phía đông là đến phía tây bắc đảo Sumatra và Bali (Indonesia) cùng phía nam quần đảo Nicobar (Ấn Độ).
G. caudovittatus sống gần các rạn san hô và đá ngầm ở mặt trước rạn, có độ sâu khoảng từ 15 đến 70 m; nhưng quần thể của loài này tại Biển Đỏ có xu hướng sống ở vùng nước nông hơn.

## Mô tả
G. caudovittatus có chiều dài cơ thể tối đa được biết đến là 20 cm. Cơ thể thuôn dài, đầu (nhìn nghiên) tròn. Chúng là một loài dị hình giới tính rõ rệt.
Cá cái tổng thể có màu nâu xám nhạt hoặc màu be (sẫm màu hơn ở lưng và thân trên). Trên trán có một vệt đốm đen và có thể lan rộng xuống mắt. Vùng thân giữa vây lưng sau và cuống đuôi trên có vệt đen. Hai thùy đuôi trên và dưới của chúng có viền đen. Vây lưng và vây hậu môn màu trắng, có viền xanh lam óng.
Cá đực có hoa văn nổi bật hơn cá cái: thân có màu be (hơi phớt màu xanh lam nhạt) với các vệt sọc đen ở hai bên thân (và trên cả đỉnh đầu) như hoa văn của ngựa vằn. Cuống đuôi và phần gai vây lưng có màu vàng, trên vây lưng còn có một vệt đen lớn. Hai thùy đuôi của cá đực rất dài.
Số gai vây lưng: 15; Số tia vây ở vây lưng: 15–17; Số gai vây hậu môn: 3; Số tia vây ở vây hậu môn: 17–19.

## Sinh thái
Thức ăn của G. caudovittatus là các sinh vật phù du. G. caudovittatus thường sống thành từng nhóm nhỏ, với một con đực thống trị cùng bầy cá cái trong hậu cung của nó.
Trong một cuộc khảo sát tại vịnh Aqaba, người ta nhận thấy, cá con của G. caudovittatus sống ở vùng nước sâu hơn (khoảng 60–65 m) so với cá trưởng thành (khoảng 30 m). Điều này cho thấy rằng, các rạn san hô ở vùng nước sâu có thể là nơi sinh sản của của chúng.
G. caudovittatus thường được đánh bắt và xuất khẩu trong ngành thương mại cá cảnh.